# Schepel (oppervlaktemaat)
Het schepel was een oud-Nederlandse oppervlaktemaat, was in vier spint verdeeld en er gingen weer vier schepel in een mud. In het landschap Twente gingen er zes schepel in een herenmud. Het schepel was ook een inhoudsmaat.

## Verschillende streken
- Een Gelderse schepel = 100 Gelderse roede = 1450 m².
- Een Twents schepel herenmaat = 62,5 Rijnlandse roede = circa 887 m²